# Не вір крику нічного птаха
«Не вір крику нічного птаха» — радянський художній фільм 1976 року, знятий режисером Якобом Бургіу на кіностудії «Молдова-фільм».

## Сюжет
Відразу після війни фронтовик Василе Керунту прийшов на машинобудівний завод, де працював Іон, який незабаром став бригадиром. Вони обоє покохали Марію, але заміж вона вийшла за Васіле. З Марією він створив сім'ю, виховав чотирьох дітей, троє з яких — усиновлені сироти. І тепер, через багато років після першого суперництва, керівництво заводу звільняє Іона від бригадирства і замість нього призначає Васіле.

## У ролях
- Василе Брескану — Васіле Керунту
- Антоніна Лефтій — Марія
- Міхай Волонтир — Іон
- Юхим Лазарев — Винокуров
- Василе Тебирце — Нікулає
- Костянтин Константинов — Степанич
- Євген Герасимов — Анатолій Мустяце
- Алла Пєкова — Таня
- Міхай Уреке — Саша
- Люба Грузинова — Оля в дитинстві
- Людмила Єфименко — Оля
- Андрюша Бербер — Митіке
- Альоша Иорданов — Аурел в дитинстві
- Міхай Препеліце — Аурел
- Іван Грумеза — Буга в юності
- Віктор Бурхарт — Буга, робітник
- Іван Мунтяну — Борода
- Михайло Попов — Дерюгін
- Володя Брагіш — Дзига
- Олександр Брайман — директор
- Вальда Брувер — медсестра
- Н. Дуденко — роль другого плану
- А. Купча — роль другого плану
- В. Замула — роль другого плану
- А. Журавльов — роль другого плану
- Валеріу Казаку — Петря
- І. Крическу — роль другого плану
- Борис Миронюк — робітник
- В. Могутенко — роль другого плану
- Георге Ротераш — Бондаренко
- Іон Скутельник — роль другого плану
- Н. Тофан — роль другого плану
- Н. Нєдов — роль другого плану
- Єфросінья Добінде-Волонтир — роль другого плану

## Знімальна група
- Режисер — Якоб Бургіу
- Сценарист — Лариса Дмитрієва
- Оператор — Євген Філіппов
- Композитор — Євген Дога
- Художники — Михайло Антонян, Георге Димітріу